# Imazsinizmus
Az imazsinizmus vagy imaginizmus (oroszul имажинизм) orosz avantgárd művészeti (főképp költészeti) irányzat volt 1918 és 1925 között Oroszországban. Tagjai közé tartozott Anatolij Mariengof, Vagyim Sersenyevics és Szergej Jeszenyin. 1919-ben adták ki a mozgalom manifesztóját.

## Története
Az imazsinizmus a futurizmushoz hasonlóan szokatlan képi és színhatásokat használt. 1919 és 1922 között élte fénykorát, amikor az imazsinisztáknak saját nyomdájuk volt, valamint irodalmi folyóiratuk, a négy számot megért 'Gosztyinyica dlja putyesesztvujuscsih v prekrasznov' (Vendégfogadó a szépséghez vezető úton). Ezen kívül több mint 60 verseskötetet adtak ki. Az imazsiniszták életstílusához hozzátartozott a botrány, amit a költészetük részének tekintettek.
1924-ben Jeszenyin kivonta magát a körből, és nem sokkal ezután a mozgalom lassan eltűnt.
Az imazsinizmussal rokon az angol–amerikai imagizmus irányzat.